# Три богатирі (мультиплікаційний цикл)
Три богатирі — російська франшиза повнометражних мультиплікаційних фільмів, що розповідають про пригоди трьох найвідоміших богатирів — Альоші Поповича, Добрині Микитовича та Іллі Муромця. Мультфільми були створені студією анімаційного кіно «Млин» і кінокомпанією «СТВ». Восени 2008 року був випущений збірник перших трьох частин від концерну «Союз». Починаючи з 2010 року, фільми цієї серії стали виходити в складі збірників. Усі шість фільмів в Україні в прокат виходили усі, після фільму починаючи з сьомої до дванадцятої частини, які виходили у останній час в Україні, у прокат не виходили.

## Створення циклу
Після успіху мультфільмів «Пригоди в Смарагдовому місті» (1999) і «Карлик Ніс» (2003) Олександр Боярський, отримавши лист від студента з Дніпропетровська з уривком сценарію про пригоди Альоші Поповича на сучасний лад, показав отриманий уривок Сергію Сельянову. Ідея сподобалася обом, і вони вирішили перейти на російський фольклор. Мультфільм «Альоша Попович і Тугарин Змій» був знятий Костянтином Бронзитом приблизно за рік і вийшов у грудні 2004 року, коли російський кіноринок знаходився вже на підйомі. До нього цього не робила навіть студія «Союзмультфільм».
Після цього фільм «Альоша Попович і Тугарин Змій» став одним з найкасовіших мультфільмів Росії, і його часто стали показувати по каналах «РЕН ТВ» (на свята) і «СТС» (до 2015 року). Після «Альоші Поповича» Бронзит відмовився знімати продовження, але режисер Ілля Максимов заявив, що буде новий «блокбастер» про богатиря. Дізнавшись це, глядачі просили повернути коня Гая Юлія Цезаря, але Максимов твердо вирішив, що останньому в цьому мультфільмі не місце. Натомість обіцяли залишити Князя Київського. Він також не окупився в прокаті, при бюджеті 3 млн $, зібравши трохи більшу суму.
13 лютого 2006 року спочатку в програмі «На добраніч, малюки!» по телеканалу «Росія», а потім і в кінотеатрах 16 березня показали мультфільм «Добриня Микитич та Змій Горинич». 27 грудня 2007 року відбулася прем'єра нового мультфільму вже про Іллю Муромця, режисером якого був Володимир Торопчин, а 4 листопада наступного року він був показаний на Першому каналі.
Після успіхів трьох мультфільмів про богатирів було вирішено зняти ще кілька мультфільмів, зі спін-оффом, де всі три богатиря і інші персонажі, що коли-небудь з'являлися в перших трьох фільмах, об'єднаються. Це були Юлій, князь Київський, дружини богатирів (Любава, Настасья Пилипівна і Оленка), бабуля, Тихон, Змій Горинич і коні богатирів (Бурушка, Мойсей і Вася). Нові мультфільми стали показувати події, яких не було в билинах. Першим з них був мультфільм «Три богатирі і Шамаханська цариця» (2010), режисером якого став Сергій Глезін.
Починаючи з мультфільму «Три богатирі на дальніх берегах» (2012), режисером проекту є Костянтин Феоктистов.

## Мультфільми циклу
Дія відбувається в Середні століття на території Київської Русі умовно в X—XII століттях. Кожен з мультфільмів має окремий сюжет, але пов'язаний основними героями. Єдиним наскрізним героєм всіх мультфільмів є Князь Київський, якого озвучив Сергій Маковецький.

### Альоша Попович і Тугарин Змій(2004)
Мультфільм створювався режисером Костянтином Бронзитом. Це перша в Росії екранізація билини про Альоші Поповичу.
- Бюджет: $4 000 000
- Касові збори: $2 000 000
- Зйомки: з 11 червня по 22 липня 2004 року

### Добриня Микитич та Змій Горинич(2006)
Прем'єру мультфільму оголосили в 2005 році, а зняли через рік.
- Бюджет: $4 500 000
- Касові збори: $3 382 642
- Зйомки: з 13 грудня 2005 року по 4 лютого 2006 року.

### Ілля Муромець і Соловей Розбійник(2007)
Прем'єра цього фільму відбулася 27 грудня 2007 року. Мультфільм повинен був стати завершенням трилогії про трьох богатирів, але було вирішено продовжувати серію — касові збори не тільки окупили мультфільм, але і з лишком покрили збитки від двох попередніх частин. 
- Бюджет: $2 000 000
- Касові збори: $10 000 000
- Зйомки: з 15 серпня по 24 вересня 2007 року

### Три богатирі і Шамаханська цариця(2010)
Прем'єра відбулася 30 грудня 2010 року.
- Бюджет: $3 000 000
- Касові збори: $19 000 000
- Зйомки: з 23 жовтня по 27 листопада 2010 року.

### Три богатирі на далеких берегах(2012)
Прем'єра мультфільму відбулася 27 грудня 2012 року.
- Бюджет: $3 500 000
- Касові збори: $31 505 876
- Зйомки: з 25 травня по 4 липня 2012 року.

### Три богатирі. Хід конем(2014)
Прем'єра відбулася 1 січня 2015 року.
- Бюджет: $3 500 000
- Касові збори: $17 123 281
- Зйомки: з 24 серпня по 4 жовтня 2014 року.

### Три богатирі і морський цар(2016)
Прем'єра в Росії відбулася 1 січня 2017 року.
- Бюджет: $4 000 000
- Касові збори: $13 456 359
- Зйомки: з 20 червня по 25 липня 2016 року.

### Три богатирі і принцеса Єгипту(2017)
Прем'єра відбулася 28 грудня 2017 року.
- Бюджет: $2 000 000
- Касові збори: $13 722 267
- Зйомки: з 22 травня по 30 червня 2017 року.

### Три богатирі і спадкоємиця престолу(2018)
Прем'єра відбулася 27 грудня 2018 року.
- Бюджет: $2 557 000
- Касові збори: $9 195 443
- 2019 Приз за кращий повнометражний фільм «Три богатирі і спадкоємиця престолу» режисер Костянтин Бронзит.
- 2019 Ікар (кінопремія) Приз в номінації «Фільм в прокаті».[1]

### Кінь Юлій і великі скачки(2020)
Прем'єра відбулася 31 грудня 2020 року.

### Три богатиря і кінь на троні(2021)
Прем'єра відбулася 30 грудня 2021 року.

### Три богатирі і Пуп Землі(2023)
Прем'єра відбулася 28 грудня 2023 року.

## Знімальна група
В дужках вказано номер фільму
- Автори сценарію — Костянтин Бронзит (1,9), Максим Свєшніков (1-3, 9), Олександр Боярський (1-9), Ілля Максимов (1-2), Ольга Нікіфорова (4), Світлана Саченко (6-8), Олена Табунова (7)
- Режисери — Костянтин Бронзит (1,9), Ілля Максимов (2), Володимир Торопчин (3, 10), Сергій Глезин (4), Костянтин Феоктистов (5-8,10), Дарина Шмідт (10)
- Художники-постановники — Ольга Овіннікова (1-5), Олег Маркелов (3-4), Олена Лаврентьєва (4), Лідія Савіна (5), Світлана Дегтярьова (6), Андрій Якобчук (7-9)
- Художники по персонажам:
  - Марина Міхєєва (1-5)
  - Світлана Варфоломєєва (2-5)
  - Людмила Стеблянко, Ілля Максимов (1-2)
  - Катерина Смирнова (4-5)
  - Олег Маркелов (2-3)
  - Ганна Попко, Ольга Лизо, Майя Нінбург, Олена Кокоуліна (4)
- Художники лей-аутів:
  - Міхєєва Марина (1-5)
  - Світлана Мардаголімова, Олег Пожидаєв (1-3)
  - Катерина Салабай (3), Артем М'ясников (3)
  - Юлія Байгулова (3-5)
  - Олена Терлецька, Катерина Смирнова, Катерина Комеліна, Наталія Ковалевська (4-5)
  - Альбіна Кунцевич, Євгенія Банді, Алевтина Шабуніна (5)
- Керівники відділу лей-аутів — Марина Міхєєва (1-4), Олена Терлецька (5)
- Провідні аніматори:
  - Ольга Образцова, Катерина Шрага (1-2)
  - Олена Кокоулина (2-3)
  - Олександра Шоха (2-4)
  - Антон Рудін (2)
  - Ольга Кажанова, Катерина Салабай (3)
  - Катерина Рябкова (4)
  - Наталія Ковалевська, Євгенія Тройнятникова, Тетяна Румянцева, Ольга Пермякова, Віра Шиганова (5)

## Новелізація
У 2017 році Наталія Каменських створює новеллизацію «Три богатирі і принцеса Єгипту». Сюжет книги слідує подіям мультфільму з такою ж хронологією, але з деякими уточненнями (наводяться, наприклад, імена розбійників). Кадри з мультфільму лягли в основу ілюстрацій.

## Визнання

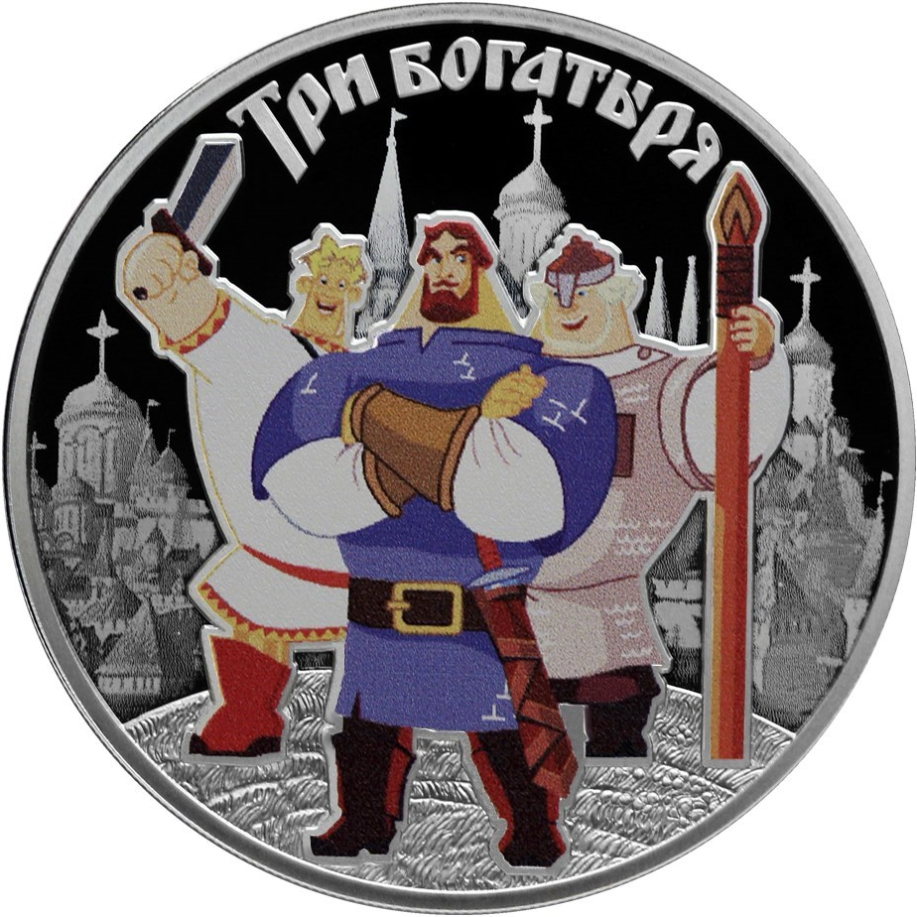
Пам'ятна монета 3 рубля Банку Росії, 2017

28 грудня 2017 року Банк Росії випустив в обіг пам'ятні монети серії «Російська (радянська) мультиплікація», присвячені мультфільмів про трьох богатирів: одну срібну номіналом 3 рублі і дві з недорогоцінних металів номіналом 25 рублів в звичайному і спеціальному виконанні відповідно..

## Аналіз
Поява циклу мультфільмів про трьох богатирів характеризує новий виток інтересу до богатирської темі, який стався на початку 2000-х років. У мультфільмах парадоксально поєднується використання західного формату і сучасного маскульту.
У мультфільмах широко використовуються інтертекстуальні маркери, які створюють комічний ефект і встановлюють зв'язок між персонажами і глядачами Персонажі використовують діловий стиль і професійні жаргони («Віче оголошую закритим»), фрази з побутової сфери («Ти просто боїшся серйозних відносин»), цитують кінофільми («А тебе, Добрине, я попрошу залишитися», «А тепер горбатий. Я сказав - горбатий!»), художню літературу і фольклор («Був російський дух, та весь вийшов», «Я вас породила, я тебе і вб'ю»), роблять відсилання до історичних фактів (події Першої світової війни і Вітчизняної війни 1812 року).

## Трансляція в Україні
З 31 грудня 2005 по 23 лютого 2022 року в Україні багаторазово показували на всіх українських телеканалах, зокрема: 1+1, 2+2, ТЕТ, Новий канал, ICTV, Україна та Інтер (мовою оригіналу; з українськими субтитрами або без субтитрів) та з 30 грудня 2017 по 23 лютого 2022 року (з українським дубляжем).
Згідно із Законом України «Про заборону пропаганди російського тоталітарного режиму, акту агресії проти України з боку Російської Федерації як держави-терориста» всі мультфільми про трьох богатирів був заборонений до показу на всій території України після 24 лютого 2022 року.